# 413. Infanterie-Division
Die 413. Infanterie-Division, anfangs 413. Landesschützendivision, war eine deutsche Infanteriedivision im Zweiten Weltkrieg.

## Geschichte

### Erste Aufstellung
Die 413. Landesschützen-Division wurde am 25. Oktober 1939 in Nürnberg im Wehrkreis XIII als Stab für besondere Aufgaben aufgestellt und in Fürth stationiert. Diese Divisionskommandos zur besonderen Verwendung waren kleine Stabsabteilungen des Ersatzheeres, welche die Milizeinheiten (Landesschützen) des jeweiligen Wehrkreises verwalteten. Die Sollstärke lag bei 6 Offizieren, 3 Beamten, 6 Unteroffiziere, 13 Mannschaftsdienstgrade und man verfügte über ein Fahrrad und zwei Pkw. Die Landesschützeneinheiten wurden normalerweise von diesen Stäben betreut, weshalb sie oft auch als Landesschützendivisionen bezeichnet wurden. Neben den Milizeinheiten selbst kontrollierten sie das Landesschützen-Ersatz-Bataillon des Wehrkreises. Sie stellten die Einheiten für verschiedene Aufgaben wie die Bewachung von Kriegsgefangenen. Am 10. Juni 1942 wurde sie wieder aufgelöst. Die Division umfasste zunächst ein Regiment (das 131.) sowie sieben eigenständige Bataillone. Am 10. Juni 1942 wurde die Division aufgelöst.

### Zweite Aufstellung
Die Division wurde als 413. Ersatz-Division am 11. Juli 1943 in Nürnberg im Wehrkreis XIII erneut aufgestellt, diesmal als Ersatz- und Ausbildungs-Division Nr. 413, um die nach Kroatien verlegte 137. Infanterie-Division zu ersetzen. In der Lagebesprechung am 25. Januar 1945 wies Hitler an, dass Bezeichnungen wie „Reserve-Division“, „Ausbildungs-Division“ und „Ersatz-Division“ entfallen sollten. Von diesem Zeitpunkt an wurde die Division 413 nur noch mit ihrer Nummer geführt.

### Schlacht um Aschaffenburg 26. März–3. April 1945
Ende März wurde per Führererlass (Aktion Leuthen) das Ersatzheer mobilisiert. Die 413. wurde daraufhin der 7. Armee unterstellt. Aufgrund der von Westen vorrückenden US-Amerikaner wurde die Division am 24. März 1945 nach Aschaffenburg verlegt. Zu dieser Zeit verfügte sie über rund 10.000 Soldaten. Dort sollte sie die Main-Linie um die Stadt sichern. Feindliche Übergänge sollten durch vorbereitete Sprengungen der Brücken und den Einsatz von Panzerabwehr verhindert werden. Die Einheiten verfügten jedoch weder über das notwendige Personal, noch über die erforderlichen Waffen oder Infrastruktur, um diese Linie zu verteidigen. Der Kontakt zu untergebenen oder benachbarten Einheiten war oft gar nicht oder nur über Telefonämter möglich. Die Amerikaner trafen am 26. März am Main ein. Zügig konnten diese über eine unzerstörte Brücke zwischen Obernau und Aschaffenburg den Fluss überqueren und am östlichen Ufer einen Brückenkopf errichten. Diesen konnte die 413. nicht mehr auflösen. Zur Unterstützung wurde die 36. Volksgrenadier-Division herangeführt. Nach einem anfänglichen Erfolg wurde die Gegenoffensive jedoch schnell zurückgeschlagen. Die Abwehrlinien waren aufgrund Kräfte- und Materialmangels nie durchgehend. Die Bedrohung der eigenen Flanken zwangen die 413. fortlaufend zur Zurücknahme der Front und letztlich zum Absetzen über den Spessart.

### Gefechte bei Coburg
Im weiteren Verlauf zog sich die 413. in den Raum Coburg zurück. Hier sollte sie die Flanke der vorgestoßenen alliierten Einheiten angreifen, um diese vom Nachschub abzuschneiden. Die Angriffe blieben jedoch erfolglos. Bis zum 10. April 1945 war die Division durch Vorstöße mehrerer feindlicher Panzerspitzen in kleine Gruppen aufgespalten. Diese standen ohne Verbindung zur Division im Abwehrkampf gegen starke alliierte Kräfte. Am Mittag dieses Tages wurde die Kampfgruppe des Divisionsstabes durch einen Panzerangriff auf den Ostrand des Callenberger Forstes zurückgedrängt. Gegen Abend musste sich die Kampfgruppe auf Coburg zurückziehen. Von den der Division unterstellten Einheiten waren nach den Kämpfen um Coburg im Allgemeinen nur noch die Führungsstäbe mit unbedeutenden Truppenteilen übrig. Die Division bildete daraus drei Kampfgruppen, welche jedoch nur noch in der Lage waren, die Rückzugsstraßen gegen schwache feindliche Kräfte zu sperren, um den feindlichen Vormarsch zu verlangsamen. Am 12. April 1945 wurden Teile der Schatten-Division Infanterie-Division Donau in die 413. und die 26. Volksgrenadier-Division eingegliedert.

### Rückzug und Kapitulation
Die Kampfgruppen zogen sich vom Thüringer Wald hinter die Saale und nach Posseck zurück. Dort sammelten sich die versprengten Einheiten. Neu zugeteilte Sturmgeschütze verbesserten die Panzerabwehr. Sie verzögerten den Vormarsch bei Bad Elster bis zum 19. April. Danach verlagerte sich der Feinddruck auf Bergen-Arnsgrün. Am 22. April wurde die Verteidigungslinie zurückgenommen. Der Feind durchbrach am 4. Mai die Verteidigung, woraufhin sich die Reste der Division bis zur Linie Sauersack-Frühbuss zurückzog. Am 8. Mai kapitulierte die 413. schließlich gegenüber Generalmajor Frank L. Culin der 87th US Infantry Division und ging bei Jägersgrün in Gefangenschaft. Zu diesem Zeitpunkt verfügte die 413. nur noch über 5.000 Mann inklusive der Aufstockung durch die Schatten-Division.

## Unterstellte Einheiten

### Erste Aufstellung
| Bataillon  | Aufstellung | Stationiert   | Sonstiges     |
| ---------- | ----------- | ------------- | ------------- |
| LS-Btl 801 | 01.04.40    | Prachwitz     |               |
| LS-Btl 804 | 01.04.40    | Tachau        |               |
| LS-Btl 805 | 01.04.40    | Schweinfurt   | Stalag XIII D |
| LS-Btl 806 | 01.04.40    | Rotheburg     | Stalag XIII D |
| LS-Btl 807 | 01.04.40    | Nürnberg      |               |
| LS-Btl 810 | 01.04.40    | Tachau        |               |
| LS-Btl 814 | 01.04.40    | Wollstein     |               |
| LS-Btl 819 | 01.04.40    | Würzburg      |               |
| LS-Btl 820 | 01.04.40    | Schwabach     | Stalag XIII D |
| LS-Btl 823 | 01.06.40    | Nürnberg      |               |
| LS-Btl 824 | 01.01.41    | Neumarkt/Obpf |               |
| LS-Btl 825 | 01.01.41    | Bayreuth      |               |
| LS-Btl 826 | 01.01.41    | Saaz          |               |
| LS-Btl 827 | 01.01.41    | Bamberg       |               |
| LS-Btl 828 | 01.01.41    | Hammelburg    |               |
| LS-Btl 829 | 01.01.41    | Neumarkt/Obpf |               |
| LS-Btl 840 | 01.06.40    | Marktredtwitz |               |
| LS-Btl 841 | 10.06.40    | Straubing     |               |
| Quelle:    |             |               |               |

Ein Landesschützen-Bataillon bestand aus
- 1× Stabskompanie (2 Offizieren, 1 Unteroffiziere und 7 Mannschaften; Fuhrpark 8 Fahrräder sowie einem leichten Pkw)

- 1× Verwaltungseinheit (2 Beamte, 2 Unteroffiziere und 6 Mannschaften; Fuhrpark 2 Fahrräder sowie einem leichten Lkw)

Bataillone bestanden normalerweise aus drei bis fünf Kompanien; Einheiten zur Bewachung von Kriegsgefangenenlagern hatten angeblich sechs Kompanien. Bataillone, die für den Schutz von Eisenbahnlinien eingesetzt wurden, verfügten über bis zu acht Kompanien.
Eine Landesschützen-Kompanie bestand aus
- 1× Kompanie-Stab (1 Offizier, 1 Unteroffizier, 7 Mannschaften, Fuhrpark 6 Fahrräder)
- 3× Zügen
  - 1× Stab (1 Offizier, 1 Unteroffizier, 4 Mannschaften, Fuhrpark 3 Fahrräder)
  - 4× Gruppen (1 Unteroffizier, 12 Mannschaften); 1 Leichtes Maschinengewehr
  - 1× Nachschubeinheit (3 Unteroffiziere, 2 Mannschaften; Fuhrpark 1 Fahrrad, 1 Pferdewagen für allgemeine Zwecke mit 2 Zugpferden)

### Zweite Aufstellung
Dezember 1943
- Grenadier-Ersatz-Regiment 113
- Artillerie-Ersatz- und Ausbildungs-Regiment 17
- Aufklärungs-Ersatz-Abteilung 17
- Fla-Ersatz- und Ausbildungs-Bataillon 47
- Pionier-Ersatz-Bataillon 46
- Bau-Pionier-Ersatz- und Ausbildungs-Bataillon 13
- Kraftfahr-Ersatz- und Ausbildungs-Abteilung 13
- Kraftwagen-Transport-Ersatz- und Ausbildungs-Abteilung 50
- Feldpost-Ersatz- und Ausbildungs-Abteilung Karlsbad

10. August 1944
- Grenadier-Ersatz- und Ausbildungs-Regiment 113
- Ersatz- und Ausbildungs-Abteilung 2 für Infanterie-Reiterzüge
- Landesschützen-Ersatz- und Ausbildungs-Bataillon 13
- Aufklärungs-Ersatz-Abteilung 17
- Fla-Ersatz- und Ausbildungs-Bataillon 47
- Artillerie-Ersatz- und Ausbildungs-Regiment 17
- Pionier-Ersatz-Bataillon 46
- Bau-Pionier-Ersatz- und Ausbildungs-Bataillon 13
- Kraftfahr-Ersatz- und Ausbildungs-Abteilung 13
- Kraftwagen-Transport-Ersatz- und Ausbildungs-Abteilung 50
- Feldpost-Ersatz- und Ausbildungs-Abteilung Karlsbad

Ende März 1945
- Divisionsstab
- Grenadier-Ausbildungs-Regiment 113 (Stab)
- Grenadier-Ausbildungs-Bataillon 42
- Ausbildungs-Bataillon (M) 283
- Granatwerfer-Ausbildungs-Bataillon 21
- Fla-Ausbildungs-Bataillon 47
- Artillerie-Ausbildungs-Regiment 17 (Stab)
- Artillerie-Ausbildungs-Abteilung 10
- Artillerie-Ausbildungs-Abteilung 53
- Kavallerie-Ausbildungs-Abteilung 20
- Infanterie-Reiter-Ausbildungs-Abteilung 2
- Pionier-Ausbildungs-Bataillon 46
- Bau-Pionier-Ausbildungs-Bataillon 13
- Nachrichten-Ausbildungs-Abteilung 10
- Nachrichten-Ausbildungs-Kommando 13
- Wehrkreis-Unterführer-Lehrgang 13
- Fahnenjunker der Infanterie-Schule Döberitz
- Heeres-Unteroffiziers-Schule für Artillerie Amberg
- Heeres-Unteroffiziers-Schule 22 für Pioniere

## Kommandeure
| Dienstzeit                    | Dienstgrad                          | Name                                        | Sonstiges                                                                                                |
| ----------------------------- | ----------------------------------- | ------------------------------------------- | --- |
| ab 25. Oktober 1939           | Oberst/Generalmajor/Generalleutnant | Karl Leistner                               | |
| 1. Mai 1942 bis 10. Juni 1942 | Generalmajor                        | Wilhelm Behrens                             | |
| 1. bis 10. Juni 1942          | Generalmajor                        | Heinrich Thoma                              | |
| ab 11. Juli 1943              | Generalmajor                        | Johann Meyerhöfer                           | |
| ab 27. Juli 1944              | Generalleutnant                     | Siegmund Freiherr von Schacky auf Schönfeld | |
| ab 1. April 1945              | Generalmajor                        | Hellmuth Hiepe                              | |
| ab 3. April 1945              | Generalmajor                        | Eugen Theilacker                            | Anfang April 1945, war Generalmajor Theilacker gleichzeitig Kommandeur der 413., 445. und 464. Division. |